# Кобилкі (Люблінське воєводство)
Кобилкі (пол. Kobyłki) — село в Польщі, у гміні Людвін Ленчинського повіту Люблінського воєводства.
Населення — 125 осіб (2011).

## Демографія
Демографічна структура станом на 31 березня 2011 року:
|          | Загалом | Допрацездатний вік | Працездатний вік | Постпрацездатний вік |
| -------- | ------- | ------------------ | ---------------- | -------------------- |
| Чоловіки | 59      | 14                 | 38               | 7                    |
| Жінки    | 66      | 13                 | 36               | 17                   |
| Разом    | 125     | 27                 | 74               | 24                   |